# Progonadotrofina
Progonadotrofinas, hipergonadotrofinas ou estimulantes gonadais são uma classe de fármacos composta por drogas que aumentam a secreção de uma ou ambas as principais gonadotrofinas, que são o hormonio luteinizante (LH) e o hormônio folículo-estimulante (FSH). Essa ação aumenta a atividade e regulação das gônadas e eleva a esteroidogênese gonadal de hormônios sexuais como andrógenos, estrogênios e progestógenos. As progonadotrofinas funcionam de modo oposto em relação às antigonadotrofinas. Elas são usadas clinicamente no tratamento de hipogonadismo e infertilidade.  Por outro lado, efeitos hipergonadotrópicos podem ocorrer como um efeito colateral de alguns medicamentos. Exemplos de drogas progonadotrópicas incluem agonistas do hormônio liberador de gonadotrofina (GnRH) quando administrados de maneira pulsátil (em oposição ao modo contínuo); antiestrogênios como tamoxifeno, clomifeno, fulvestrante; os inibidores da aromatase como anastrozol; e, em homens, os antiandrógenos puros, como flutamida, bicalutamida, enzalutamida e apalutamida.